# Militär-Medikamenten-Direktion
Die Militär-Medikamenten-Direktion (Militär-Medikamentenregie) befand sich im 3. Wiener Gemeindebezirk Landstraße am Rennweg 12.
1794 kaufte das Militär ein Privathaus, um hier Medikamente für das Militär herzustellen und zu lagern. 1902 erweiterte das k.u.k. Sanitätswesen das Gebäude um ein Laborgebäude und ein Magazin. Die gemeinwirtschaftlichen Heilmittelwerke übernahmen nach dem Ersten Weltkrieg die Anlage. Um 1960 stellten diese den Betrieb ein, worauf das Gebäude abgerissen und ein Bürohaus errichtet wurde.